# Équipe de Hongrie masculine de water-polo
Cet article traite de l'équipe masculine. Pour l'équipe féminine, voir Équipe de Hongrie de water-polo féminin.
L'équipe de Hongrie de water-polo (Magyar férfi vízilabda-válogatott en hongrois) est l'équipe nationale qui représente la Hongrie lors des compétitions internationales masculines de water-polo, sous l'égide de la Fédération hongroise de water-polo. Elle consiste en une sélection des meilleurs joueurs hongrois.
Neuf fois championne olympique, l'équipe nationale de Hongrie est la sélection la plus titrée aux Jeux olympiques et figure régulièrement sur les podiums des compétitions internationales (Championnats du monde, Ligue mondiale, Coupe du monde et Championnat d'Europe). Grande pourvoyeuse de récompenses dans ces compétitions, l'équipe nationale a plusieurs fois été récompensée du titre d'équipe hongroise de l'année.
De 1997 à 2012, elle est entraînée par Dénes Kemény et elle remporte trois titres olympiques d'affilée de 2000 à 2008.

## Palmarès international

### Jeux olympiques
- 1912 : premier tour
- 1920 : n'a pas participé
- 1924 : premier tour
- 1928 :  Médaille d'argent
- 1932 :  Médaille d'or
- 1936 :  Médaille d'or
- 1948 :  Médaille d'argent
- 1952 :  Médaille d'or
- 1956 :  Médaille d'or
- 1960 :  Médaille de bronze
- 1964 :  Médaille d'or
- 1968 :  Médaille de bronze
- 1972 :  Médaille d'argent
- 1976 :  Médaille d'or
- 1980 :  Médaille de bronze
- 1984 : n'a pas participé
- 1988 : 5e place
- 1992 : 6e place
- 1996 : 4e place
- 2000 :  Médaille d'or
- 2004 :  Médaille d'or
- 2008 :  Médaille d'or
- 2012 : 5e place
- 2016 : 5e place
- 2020 :  Médaille de bronze
- 2024 : 4e place

Pour 1984, la situation fut particulière : la République populaire de Hongrie, ainsi que la plupart des pays communistes, boycottèrent les Olympiades de 1984 à Los Angeles. L'équipe de Hongrie termina cependant deuxième au tournoi de Water-polo des Jeux de l'Amitié, des olympiades alternatives des pays socialistes face aux Jeux olympiques officiels.

### Championnats du monde
| - 1973 : Médaille d'or - 1975 : Médaille d'argent - 1978 : Médaille d'argent - 1982 : Médaille d'argent - 1986 : 9e place - 1991 : Médaille de bronze | - 1994 : 5e place - 1998 : Médaille d'argent - 2001 : 5e place - 2003 : Médaille d'or - 2005 : Médaille d'argent - 2007 : Médaille d'argent | - 2009 : 5e place - 2011 : 4e place - 2013 : Médaille d'or - 2015 : 6e place - 2017 : Médaille d'argent - 2019 : 4e place |

### Ligue mondiale
- 2002 :  Médaille d'argent
- 2003 :  Médaille d'or
- 2004 :  Médaille d'or
- 2005 :  Médaille d'argent
- 2006 : n'a pas participé
- 2007 :  Médaille d'argent
- 2008 : n'a pas participé
- 2009 : n'a pas participé
- 2010 : n'a pas participé
- 2011 : n'a pas participé
- 2012 : n'a pas participé
- 2013 :  Médaille d'argent
- 2014 :  Médaille d'argent
- 2015 : 4e place
- 2016 : n'a pas participé
- 2017 : n'a pas participé
- 2018 :  Médaille d'argent
- 2019 : 5e place
- 2021 : n'a pas participé

### Coupe du monde
- 1979 :  Médaille d'or
- 1981 : 6e place
- 1983 : 7e place
- 1985 : n'a pas participé
- 1987 : n'a pas participé
- 1989 :  Médaille de bronze
- 1991 : 4e place
- 1993 :  Médaille d'argent
- 1995 :  Médaille d'or
- 1997 :  Médaille de bronze
- 1999 :  Médaille d'or
- 2002 :  Médaille d'argent
- 2006 :  Médaille d'argent
- 2010 : n'a pas participé
- 2014 :  Médaille d'argent
- 2018 :  Médaille d'or

### Championnat d'Europe
- 1926 :  Médaille d'or
- 1927 :  Médaille d'or
- 1931 :  Médaille d'or
- 1934 :  Médaille d'or
- 1938 :  Médaille d'or
- 1947 : 4e place
- 1950 : n'a pas participé
- 1954 :  Médaille d'or
- 1958 :  Médaille d'or
- 1962 :  Médaille d'or
- 1966 : 5e place
- 1970 :  Médaille d'argent
- 1974 :  Médaille d'or
- 1977 :  Médaille d'or
- 1981 :  Médaille de bronze
- 1983 :  Médaille d'argent
- 1985 : 5e place
- 1987 : 5e place
- 1989 : 9e place
- 1991 : 5e place
- 1993 :  Médaille d'argent
- 1995 :  Médaille d'argent
- 1997 :  Médaille d'or
- 1999 :  Médaille d'or
- 2001 :  Médaille de bronze
- 2003 :  Médaille de bronze
- 2006 :  Médaille d'argent
- 2008 :  Médaille de bronze
- 2010 : 4e place
- 2012 :  Médaille de bronze
- 2014 :  Médaille d'argent
- 2016 :  Médaille de bronze
- 2018 : 8e place
- 2020 :  Médaille d'or
- 2022 :  Médaille d'argent
- 2024 : 4e place